# Пескантина
Пескантина (итал. Pescantina) — коммуна в Италии, располагается в провинции Верона области Венеция.
Население составляет 14 096 человек (на 2004 г.), плотность населения составляет 653 чел./км². Занимает площадь 19,66 км². Почтовый индекс — 37026. Телефонный код — 045.
Покровителем коммуны почитается святой Лаврентий, празднование 10 августа.

## Города-побратимы
- Седльце, Польша (1993)